# 山东师范大学
山东师范大学，或简称山师，是一所位于中华人民共和国山东省济南市的综合师范类的省部共建重点高校。历史最早可追溯到1902年山东大学堂（今屬山大）内设置的师范馆。前身是成立于1950年的山东师范学院，是建国后山东省最早成立的本科高校。2014年3月，学校被批准为山东省和教育部共建高校。学校入选“教育部人文社科重点研究基地”、“国家建设高水平大学公派研究生项目”、“教育部国培计划”、“卓越教师培养计划”、山东省高水平大学建设项目“冲一流”高校。

## 学校概况
现有25个学院（部），84个本科专业，9个博士后科研流动站，14个博士学位授权一级学科、33个硕士学位授权一级学科、16个专业学位授权类别，覆盖哲学、经济学、法学、教育学、文学、历史学、理学、工学、管理学、艺术学等十大学科门类。有1个国家重点学科（中国现当代文学）、1个国家重点（培育）学科（教育学原理）、有4个学科进入山东省一流学科立项建设行列，3个专业（群）获批山东省高水平应用型立项建设重点专业（群），1个学科进入基本科学指标数据库（ESI）学科排名前1%。在全国第四轮学科评估（2017年）中，24个学科参评，其中有13个学科进入B及以上等次，是山东省属高校最好成绩。有全日制学生37724人，其中研究生5309人、留学生267人，另有成人教育学生15550人。设有1个国家级虚拟仿真实验教学中心、1个国家级实验教学示范中心、1个教育部重点实验室、1个教育部工程研究中心、1个教育部人文社科重点研究基地、6个山东省重点实验室、1个山东省工程实验室、5个山东省工程技术研究中心、2个山东省理论建设重点研究基地、1个山东省重点新型智库、4个山东省高等学校协同创新中心、7个省高等学校实验教学示范中心、9个山东省“十三五”高等学校科研创新平台等52个国家级省部级以上研究培训机构。

现有专任教师1990人，具有博士学位的1010人，正高级职称361人、副高级职称712人，博士生导师195人。有6名双聘院士。22人次入选国家“千人计划”，国家“万人计划”，973首席科学家，长江学者，国家杰青，全国“四个一批”人才（理论界）和国家百千万人才工程人选；19人获全国优秀教师等国家级荣誉称号，89人享受国务院政府特殊津贴，5人入选教育部“新世纪优秀人才支持计划”。6人6次当选全国党代会代表，5人12次当选全国人大代表，5人10次当选全国政协委员，学校领导连续五届当选山东省委委员。2人次入选山东省“泰山学者”攀登计划，2人入选山东省“泰山学者”优势学科领军人才支持计划，先后16人入选山东省“泰山学者”特聘教授，3人入选山东省“泰山学者”青年专家。1人入选国家优青。29人获山东省有突出贡献的中青年专家称号。

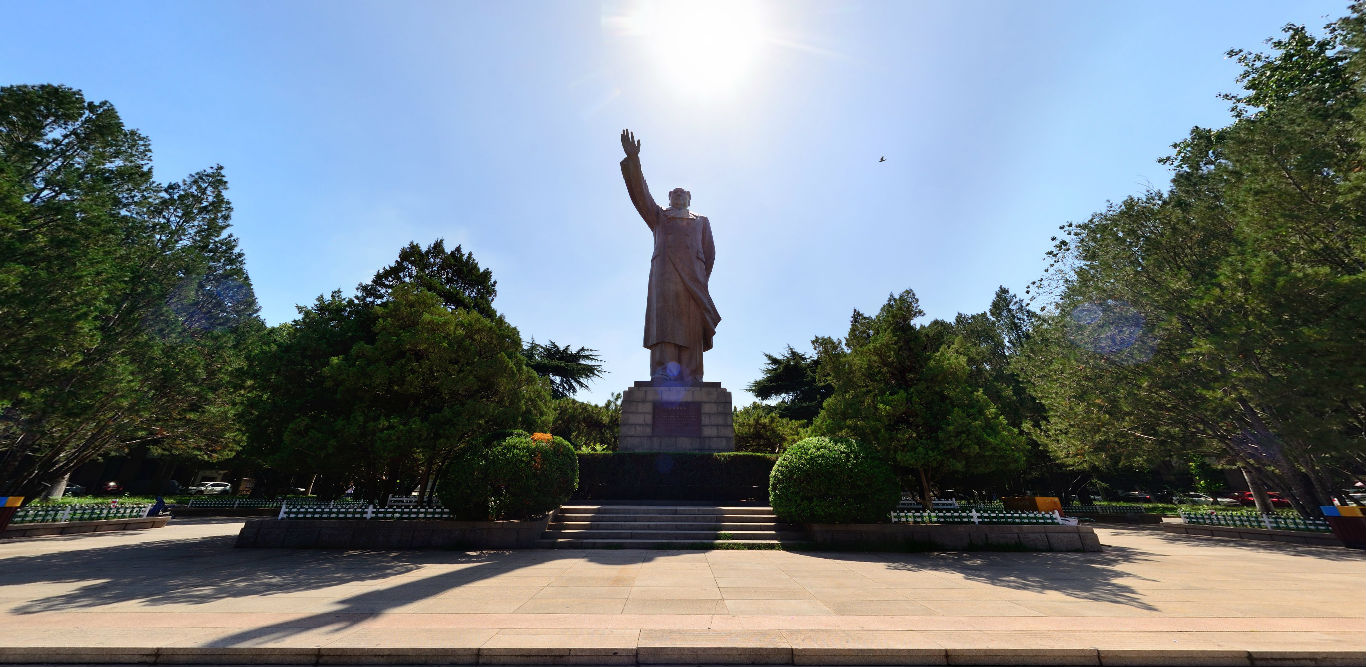
山东师范大学千佛山校区东方红广场

“十二五”以来，主持承担国家“863”、“973”、国家社会科学基金、国家自然科学基金等项目500余项。2012年，成为“973”项目首席科学家单位。先后获国家科技进步二等奖3项、国家自然科学奖二等奖1项，国家杰出青年科学基金项目2项、国家自然科学基金优秀青年科学基金项目1项，国家社科基金重大项目2项，教育部哲学社会科学重大项目2项，1个团队入选科技部创新人才推进计划重点领域创新团队，1个团队入选教育部创新团队并获滚动支持。获得山东省社科重大成果奖4项、全国教育科学优秀成果一等奖2项、鲁迅文学奖1项，以及“十佳全国优秀科技工作者”提名奖、山东省自然科学最高奖等国家级、省部级科研奖励220余项。主办6种学术期刊。学校获全国高校科研管理工作先进单位、山东省富民兴鲁劳动奖状、山东省产学研合作创新突出贡献奖等荣誉。
学校已建立起学前教育、初等教育、中等教育、高等教育和继续教育等教育类型齐全的完整教育体系，形成从培养教育学学士、硕士、博士以及博士后研究一体化的教育理论人才培养体系，是全山东省同时拥有这2个培养体系的唯一高校。学校是教育部批准的首批外国留学生定点招生单位、联合招收华侨、港澳台地区学生单位，与27个国家和地区的122所院校建立校际交流合作关系。有本专科中外合作办学项目11个。在韩国、肯尼亚、美国、巴西合作建设4所孔子学院和1所孔子学堂。

## 历史沿革
山东省师范类大学的历史悠久。最早的渊源可追溯到1902年山东大学堂内设的师范馆，1903年从山东大学堂独立分出，成立山东师范学堂。后更名为山东优级师范学堂（1909年）、国立山东高等师范学校（1912年），但与今天的山东师范大学直接关系不大，是原山东省济南师范学校的前身。
山东师范大学建校之初的教学资源主要来自合并的三校，分别是国民政府下的山东省立师范学院、共产党政府下的华东大学教育学院和山东省行政干部学校。校史最早可追溯到1941年。

### 国民政府时期（1941-1949年）

#### 山东省立师范学院前身（1941-1949年）
抗日战争时期，国民政府的山东省教育厅在教育部沦陷区教育方案的指导下，于1941年4月创建山东省临时政治学院，院址设安邱县贾孟店子（在今安丘市郚山镇贾孟村和店子村），徐轶千任院长。这应是今天山东师范大学最早的直接源头。其师资主要来源自山东省立（益都）第四师范。1943年8月，受日军进逼，学校迁至安徽阜阳办学。抗战胜利后，返回山东济南南圩子门外办学。1947年更名为山东省立师范专科学校，在胜利大街路南办学。1948年1月升格为山东省立师范学院。1948年9月，解放战争济南战役开始，同月学校不慎失火焚毁。1949年并入华东大学教育学院。

#### 华东大学教育学院前身（1946-1949年）
1948年夏，华东大学成立于山东潍坊，由原临沂山东大学和华中建设大学基础上建校。济南解放后迁往济南。1948年11月，华东大学在济南成立华东大学教育学院。其师范资源主要来自原临沂山东大学于1946年成立的教育系。
原任临沂山东大学副校长的田佩之后来担任了山东师范大学的第一任校长（时称院长）。

#### 山东省行政干部学校前身（？-1949年）
山东省行政干部学校是一所由共产党创建的干部学校。

#### 三校频繁合并时期
1949年，山东省立师范学院的部分师生留济，并入华东大学教育学院，其他师生在国民政府号召下南迁至南京。此部分升格为国立山东师范学院，任命高其冰为院长，该学校于1949年解散。1949年11月，华东大学教育学院改建为山东师范学院，1950年再次撤销，并入到华东大学和山东省行政干部学校。

### 山东师范学院时期（1950-1981年）
1950年10月，中共中央华东局决定，原华东大学教育学院和山东省行政干部学校在济南城南关营盘街的济南蚕桑学校旧址筹建山东师范学院。学校的建校也因此定在1950年。师资主要继承自原山东省立师范学院，并于同年开始招收新生报名。同年，国立安徽大学音乐专业并入。1951年7月，苏州华东革命大学和天津华北革命大学聘调20多名教师进入山东师范学院，并在千佛山下确立了新的校址。1952年，全国高等学校院系调整，私立齐鲁大学理学院的物理、化学、生物、天算系等并入山东师范学院。同年，山东会计专科学校与原齐鲁大学经济系在千佛山校舍成立山东财经学院，学校各院系分迁到济南市内，实行三地办学；山东省第一工农速成中学（后演变为今天的山东师范大学附属中学）、山东省实验中学（1955年独立分出，后演变为今天的山东省实验中学）作为附属中学并入山东师范学院。1953年，山东经济学院撤销，校舍和部分人员再次并入山东师范学院。1955年全部迁移至千佛山新址，实现集中办学。1955年7月，教学一楼、教学二楼和图书办公大楼（今文化楼）建设完工。1956年，济南和平路小学（后演变为今天的山东师范大学附属小学）并入学院。1958年8月，体育系独立成立山东体育学院，艺术系独立与山东艺校合并成立山东艺术专科学校，其日后变迁为今天的山东艺术学院。
1964年，撤消山东艺术专科学校，将音乐、美术两个专业调回山东师范学院。1965年7月，省立济南英语专科学校并入成立英语系。1966年开始，因文化大革命，学校逐渐停止办学。

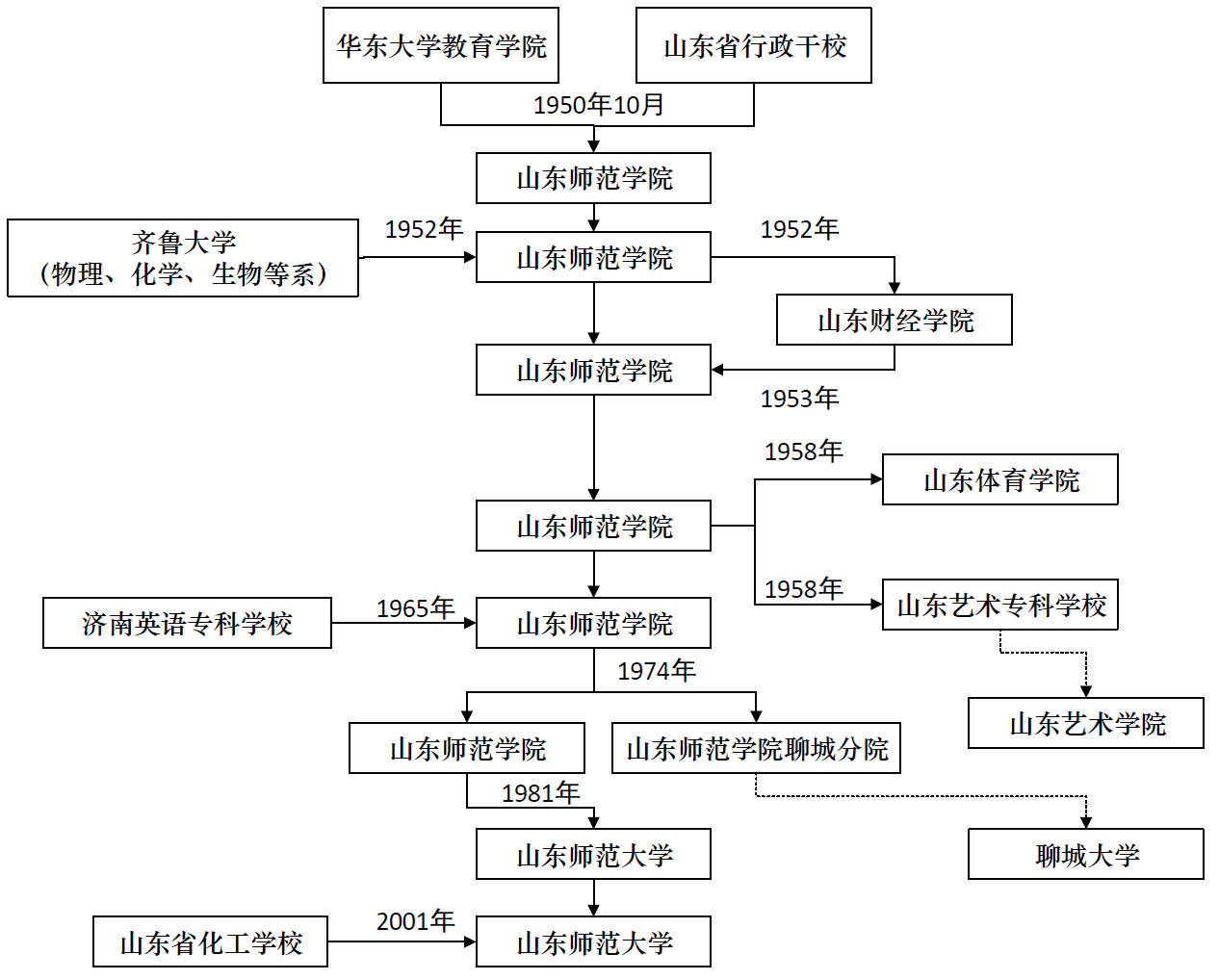
山东师范大学历史沿革

1970年，学校已没有在校学生。附属中学、附属小学分别独立办学改名称济南第三十中学、济南文化路第一小学。1970年8月，山东省革委决定将学校搬迁至聊城办学。1971年开始，开始恢复招生、科研教学等工作。1974年4月，决定重新迁回济南，11月，部分人员及教学设施留在聊城，建立山东师院聊城分院。同年，山东省化学石油工业学校创建。文革期间，学校基础教学大大削弱，校园土地被侵占和设备受损十分严重，党政工团和民主党派混乱。1976年文革结束，恢复出版《山东师范学院学报》。1978年，济南第三十中学、济南文化路第一小学也重新并入山东师范学院成为附属中小学。
1980年，山东师范学院被确定为省属重点高等院校。

### 山东师范大学时期（1981-至今）
1981年8月，经教育部、山东省人民政府批准，学校更名为山东师范大学。同年9月，山东师院聊城分院与山东师范大学完全脱离关系，成立聊城师范学院，其日后变迁为今天的聊城大学。1983年学校开始招收外国留学生，1985年经国家教委批准成为全国招收留学生的定点学校。1985年，山东省化学石油工业学校更名为山东省化工学校。
1998年5月，国务院学位委员会第十六次会议批准山东师范大学为博士学位授予单位。
2001年4月18日，山东省化工学校并入，其原址成为东校区（现已被拆）。2003年10月24日，在长清大学城动土修建长清湖校区。2005年，与浪潮集团公司联合成立了独立历山学院。10月，长清校区正式启用。2012年11月，学校被确定为山东省首批重点建设应用基础型人才培养特色名校。2013年，山东师范大学历山学院迁址青州市办学。2014年2月，组建山东师大基础教育集团。2014年3月，学校被批准为山东省和教育部共建高校。

## 学校文化

### 校训
- 弘德明志，博学笃行

### 校园精神与校风
- 校园精神：尊贤尚功、奋发有为
- 校风：爱国爱校，为人师表，勤奋严谨，求实创新[7]

### 校歌
现在的校歌为1999年时确定的《山东师范大学校歌》。校歌词作者为原校党委书记宫志峰研究员，曲作者为音乐系教师梁发勇。老校歌是由刘再生作词、金伟生作曲的《山东师大之歌》和王修智作词、周复三黄正刚作曲的《人民教师的摇篮》。

### 校标
现在使用的校标是学校历史上的第三个校标。2000年9月学校确定了由高空设计的校标，2004年2月对校标的英文名进行了修改，2015年再次对校标的元素排列进行了调整，形成现行的校标。主体由首字母“S、N、U”构成，字母“N”采用红色，其余采用蓝色，三个字母组合在一起像一本打开的书。上方红色的烛光形象征着教师教书育人，寓意用知识照亮学生的心灵。烛光形还可看作一个水滴，象征着对学生的培育和知识的传授。
现在使用的校名中文标准字体为毛泽东手写书体，采用了毛体书法集字的方式。英文名称是英文Arial字体。

## 学校环境

### 校区建设

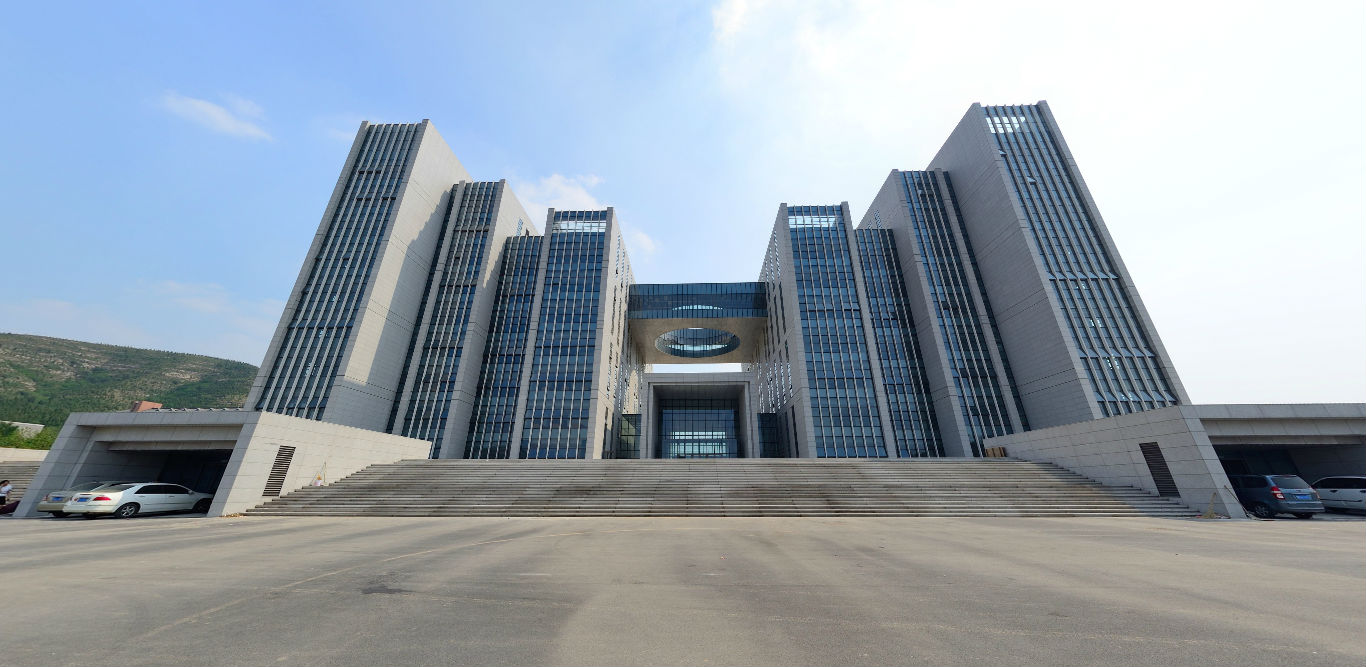
山东师范大学长清湖校区图书馆

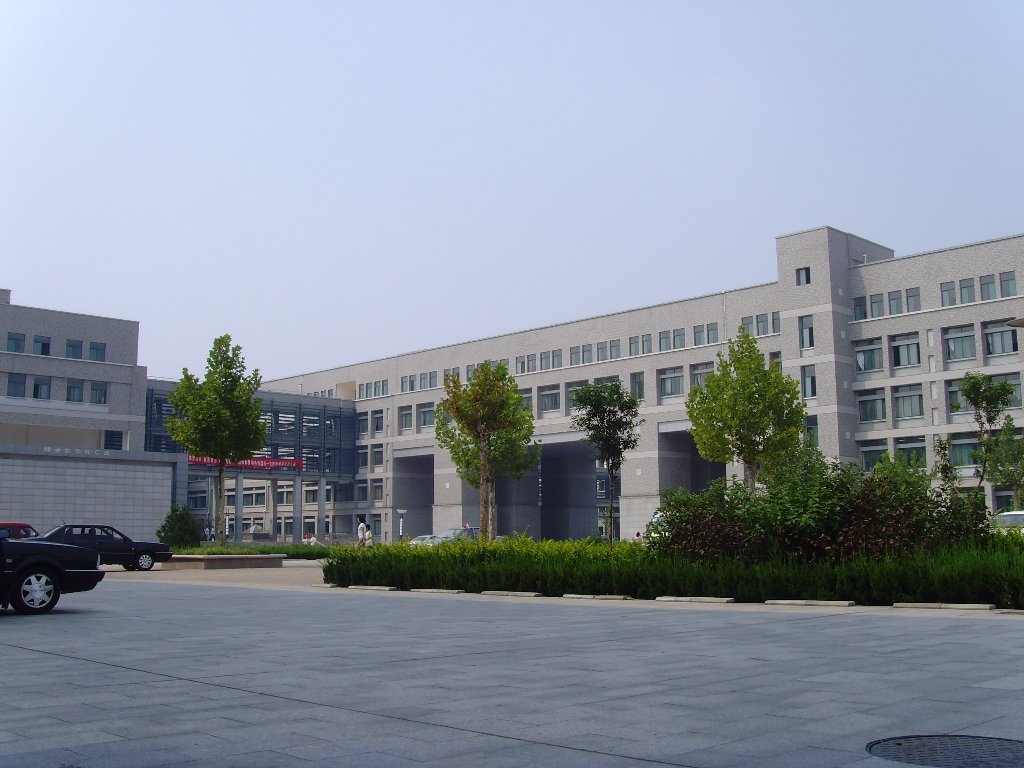
山东师范大学长清湖校区主教学楼

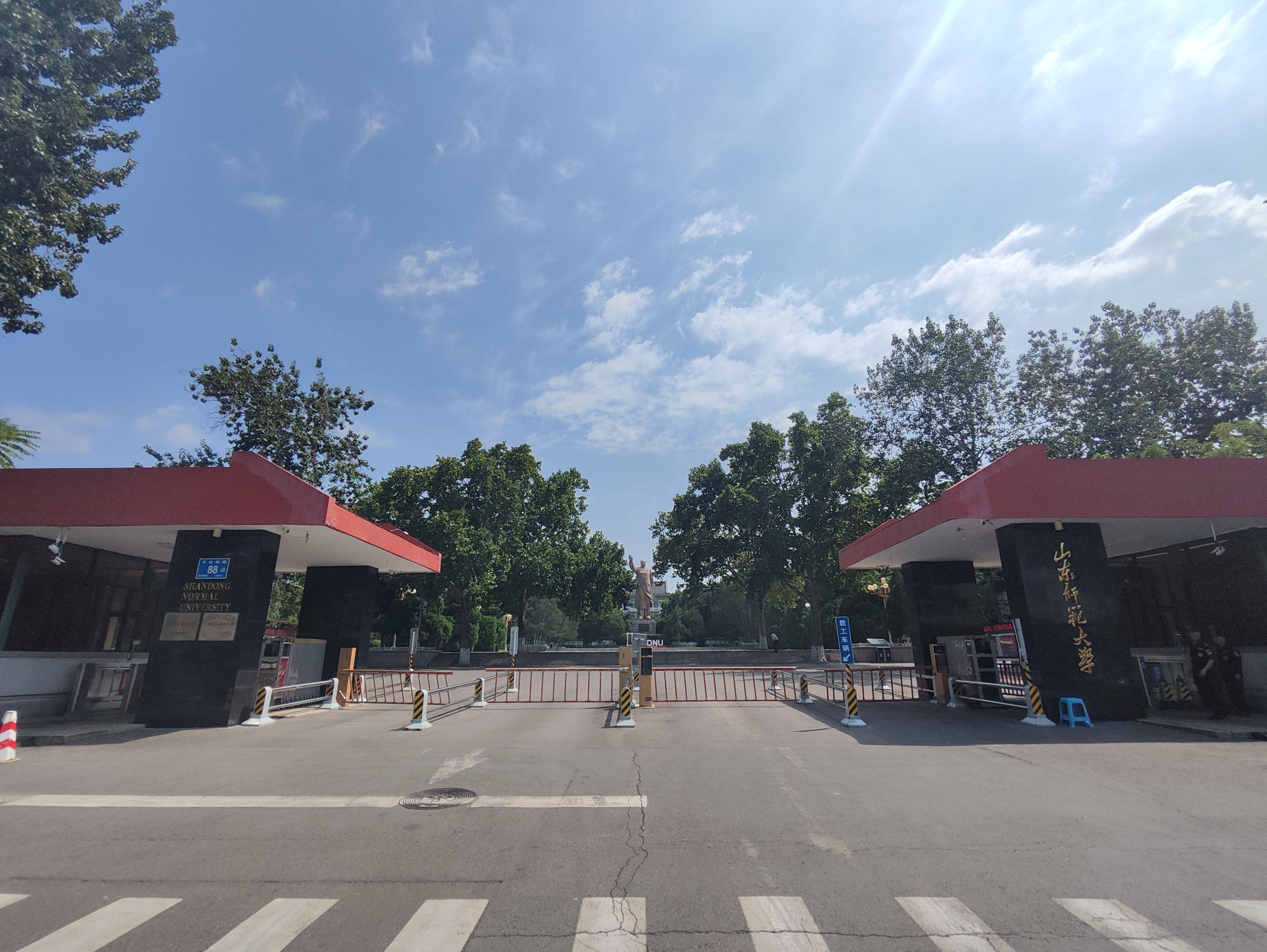
千佛山校区北门

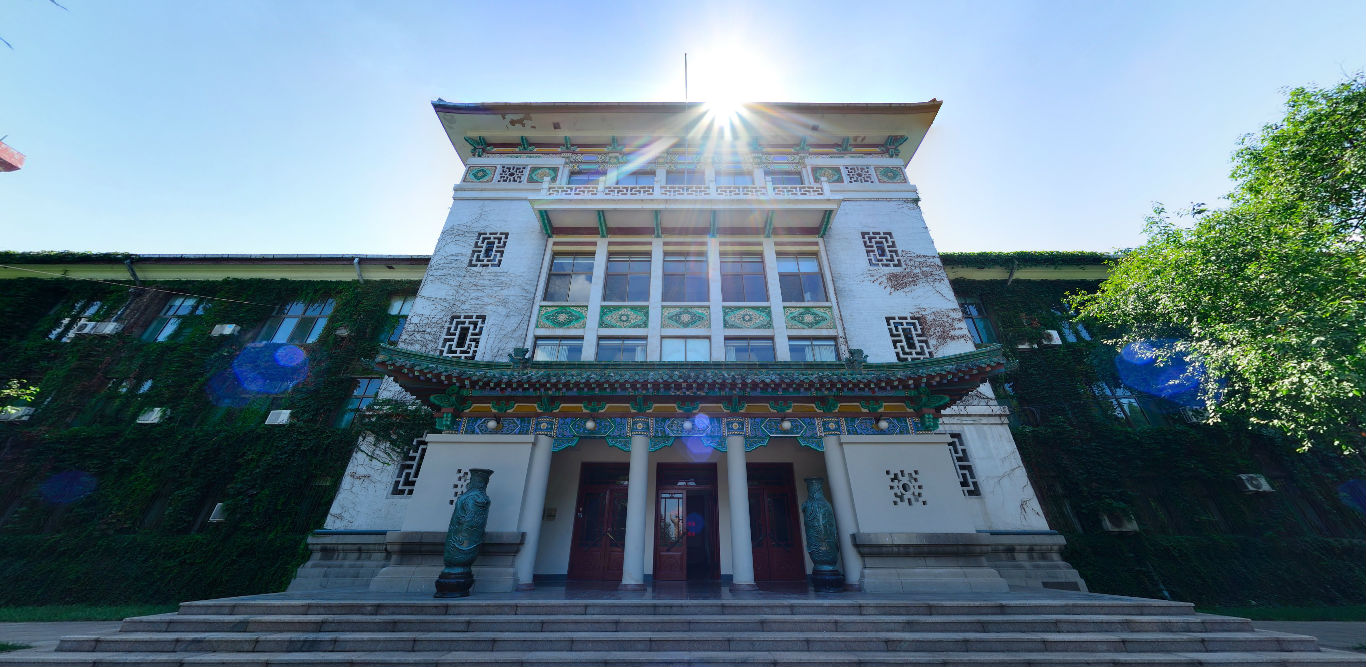
1955年建成的文化楼

千佛山校区位于济南市历下区文化东路88号，地处千佛山脚下。毗邻经十路、历山路、文化东路、山师北街、山师东路，学校周围商业区众多。该校区以研究生、留学生、合作办学和艺体生居多，也含有少量本科生专业。
1999年，学校通过有偿土地置换，将校本部以南、经十路63号原属济南市第一电机厂的33亩土地划拨归校，建设7-10号学生公寓。此后，又在此建设国际交流中心（翰林大酒店）。
长清湖校区位于山东省济南市长清区大学科技园大学路1号，地处济南市区西南部，与市区有部分公交线路联系。本科生大多数专业院系在此校区学习，也含有少部分研究生。学校总占地面积近4000亩（约258.78万平方米），建筑面积137.98万平方米。
北校区位于济南市天桥区小清河北路以北、水屯路以东，占地220余亩。该校区始建于1958年，文革后为学校的实习农场，时称山师北院。1986年，中文、政治等6个系迁入，开始正式办学。2001年，北院更名为北校区。此后，学校在北校区建设综合教学楼及学生公寓楼，缓解了学校在长清校区启用前教学场所紧张的状况。2006年北校区学生全部迁往长清校区就渎。现该校址为济南市体育运动学校。
此外，2001年4月山东省化工学校并入后，原址成为东校区。2004-2005年，学校租赁山东建筑工程学院（现山东建筑大学）部分校舍，时称和平路学区。2006年，学校完善校区功能定位及布局调整，将北校区、东校区土地置换，形成两校区办学格局。
另外，1999年以来，学校在济南市历下区原燕山工业园建设龙泉山庄师大新村，缓解教职工住房紧张问题。

### 校园交通
千佛山校区与长清湖校区之间有校内班车按时联系。2014年10月，校园观光车在长清湖校区投入运营，供师生校内通勤使用。

### 特色建筑
千佛山校区文化楼于1955年竣工，为山东省建设厅、文化厅评定的山东省历史优秀建筑，系著名设计家倪欣木设计，充分体现了梁思成的建筑思路。现为学校办公楼。为学校八大景观之一的文阁古韵。
千佛山校区东方红广场，建于1967年，2000年翻建。广场北侧的毛主席塑像，建于1967年10月11日，高16米。2009年入选济南市第三次文物普查不可移动文物名录。为学校八大景观之一的东方旭日。
长清湖校区天地书声图书馆，于2015年6月试运行，由浙江大学建筑设计研究院设计，建筑面积50934.67平方米，主体建筑呈“八本书”造型，是目前山东最大的单体建筑图书馆，在全国所有单体建筑图书馆中排名前十。为学校八大景观之一的天地书声。

### 校园风景
2013年12月，学校发布了校园景观征集评选活动结果，揭晓了山东师大八大景观名称，分别为文阁古韵（千佛山校区文化楼）、佛山映翠（千佛山校区古树名木）、登攀拾英（千佛山校区登攀西路）、东方旭日（千佛山校区东方红广场）、翠湖明心（长清湖校区人工湖）、问学苍穹（长清湖校区教学楼群）、天地书声（长清湖校区图书馆）、双龙毓秀（长清湖校区双龙山下学生宿舍群）。

## 机构设置

### 教学科研单位
| 学院                              | 博士专业 | 硕士专业 | 本科专业                                                                                         |
| --------------------------------- | --- | --- | ------------------------------------------------------------------------------------------------ |
| 教育学部                          | 教育技术学、教育学原理、课程与教学论 | 教育技术学、教育学原理、职业技术学、高等教育学、教育史、学前教育学、课程与教学论(教育)、少年儿童组织与思想意识教育、基础教育学、比较教育学、现代教育技术、小学教育、教育管理               | 教育学（师范）、学前教育（师范）、教育技术学                                                     |
| 马克思主义学院                    | 马克思主义基本原理、马克思主义中国化研究、思想政治教育                                                                                             | 马克思主义哲学、外国哲学、伦理学、科学技术哲学、政治学理论、中共党史、国际政治、马克思主义基本原理、马克思主义中国化研究、国外马克思主义研究、思想政治教育、课程与教学论、学科教学（思政） | 思想政治教育（师范）、政治学与行政学、国际政治、哲学                                             |
| 经济学院                          | 理論經濟學 | 理論經濟學（世界经济、西方经济学、人口資源與環境經濟學、政治經濟學）、国际商务 | 经济学、金融学、国际经济与贸易、期货与金融                                                       |
| 法学院（知识产权学院）            | | 法律史、宪法学与行政法学、民商法学、诉讼法学、环境与资源法学、法律（非法学）、法律（法学）                                                                                                 | 法学、法学（知识产权方向）                                                                       |
| 体育学院                          | | 课程与教学论（体育）、体育学、体育教学、运动训练、社会体育指导 | 体育教育（师范）、社会体育指导与管理、武术与民族传统体育、舞蹈学（体育方向）                     |
| 文学院                            | 中国现当代文学、文艺学、中国古代文学、汉语言文字学、比较文学与世界文学、中国古典文献学、中国文学与语文教育、中国文学与影视艺术、区域文化与中国文学 | 中国现当代文学、文艺学、中国古代文学、汉语言文字学、语言学与应用语言学、比较文学与世界文学、中国古典文献学、课程与教学论、美学、对外汉语教学、学科教学（语文）、汉语国际教育               | 汉语言文学、汉语言、新闻学、广播电视学、秘书学                                                   |
| 国际交流学院                      | | 汉语国际教育 | 汉语国际教育（师范）、汉语言                                                                     |
| 外国语学院                        | | 课程与教学论（英语）、英语语言文学、俄语语言文学、日语语言文学、亚非语言文学、外国语言学及应用语言学、英语笔译、英语口译、学科教学（英语）                                                 | 英语（师范）、俄语（师范）、法语、西班牙语、阿拉伯语、日语、朝鲜语、葡萄牙语                     |
| 音乐学院                          | | 音乐与舞蹈学、音乐 | 音乐学（师范）、音乐表演、舞蹈学、作曲与作曲技术理论                                             |
| 美术学院                          | | 艺术学、美术学、美术、艺术设计学、学科教学（美术） | 美术学（师范）、摄影、视觉传达设计、环境设计                                                     |
| 新闻与传媒学院                    | | 新闻学、传播学、戏剧与艺术学、新闻与传播、电影、广播电视 | 广播电视编导、戏剧影视文学、新闻学、网络与新媒体                                                 |
| 历史与社会发展学院                | 世界史 | 中国史、世界史、学科教学（历史） | 历史学（师范）、世界历史、社会工作                                                               |
| 数学与统计学院                    | 课程与教学论（数学）、计算数学、应用数学 | 课程与教学论（数学）、学科教学（数学）、基础数学、计算数学、应用数学、运筹学与控制论、统计学、应用统计                                                                                     | 数学与应用数学（师范）、信息与计算科学、统计学                                                   |
| 物理与电子科学学院                | 原子与分子物理、凝聚态物理、光学 | 课程与教学论（物理）、物理学、微电子学与固体电子学、电子科学与技术、信号与信息处理、电子与通信工程、学科教学（物理）、科学与技术教育                                                       | 物理学（师范）、应用物理学、电子信息工程、电子科学与技术、光电信息科学与工程、电子信息科学与技术 |
| 化学化工与材料科学学院            | 课程与教学论（化学）、分析化学、有机化学、物理化学                                                                                                 | 课程与教学论（化学）、无机化学、分析化学、有机化学、物理化学、应用化学、学科教学（化学）                                                                                                   | 化学（师范）、应用化学（师范）、应用化学（非师范）、化学工程与工艺、制药工程                     |
| 生命科学学院                      | 植物学、动物学、发育生物学、细胞生物学 | 课程与教学论（生物）、植物学、动物学、微生物学、发育生物学、细胞生物学、生物化学与分子生物学、食品科学、食品工程、生物工程、学科教学（生物）                                               | 生物科学（师范）、生物技术、食品科学与工程（师范）、食品科学与工程（非师范）、食品质量与安全     |
| 地理与环境学院                    | 人口资源环境经济学、自然地理学、人文地理学、地图学与地理信息系统                                                                                   | 人口资源环境经济学、区域经济学、自然地理学、人文地理学、地图学与地理信息系统、生态学、环境科学、土地资源管理、学科教学（地理）                                                             | 地理科学（师范）、自然地理与资源环境、人文地理与城乡规划、地理信息科学、环境科学、遥感科学与技术 |
| 心理学院                          | 基础心理学、发展与教育心理学 | 基础心理学、发展与教育心理学、应用心理学、应用心理、心理健康教育 | 心理学（师范）、应用心理学                                                                       |
| 信息科学与工程学院                | 计算机科学与技术 | 计算机软件与理论、计算机应用技术、通信与信息系统、物联网应用技术、计算机技术、软件工程 | 计算机科学与技术（师范类）、通信工程、物联网工程                                                 |
| 管理科学与工程学院（MBA教育中心） | 信息管理及电子商务、管理决策理论与应用 | 管理科学与工程、技术经济及管理、工商管理 | 信息管理与信息系统、人力资源管理、电子商务、工程管理                                             |
| 商学院（MTA教育中心）             | 产业组织与管理控制 | 会计学、企业管理、旅游管理、会计 | 物流管理、财务管理、旅游管理、工商管理、会计学                                                   |
| 公共管理学院（MPA教育中心）       | | 中外政治制度、行政管理、教育经济与管理、公共管理 | 公共事业管理、行政管理、劳动与社会保障、城市管理                                                 |
| 山东省齐鲁文化研究院              | 中国古典文献学、区域文化与中国文学 | 中外哲学、区域文化与中国文学、中国史 |                                                                                                  |
| 精细化学品清洁生产工程研究中心    | | |                                                                                                  |
| 校园欺凌研究中心                  | | |                                                                                                  |

### 机关部处室
| - 党委办公室 （页面存档备份，存于） - 校长办公室 （页面存档备份，存于）（校友工作办公室、督查督办工作办公室） - 长清湖校区办公室 （页面存档备份，存于） - 党委组织部（党校） （页面存档备份，存于） - 干部教育培训学院 （页面存档备份，存于） - 机关党委 （页面存档备份，存于） - 纪委（监察室） （页面存档备份，存于） - 党委宣传部 （页面存档备份，存于） - 党委统战部 （页面存档备份，存于） - 离退休工作处（老干部党总支） （页面存档备份，存于） - 人事处 （页面存档备份，存于） - 人才工作办公室 （页面存档备份，存于） - 发展规划与学科建设处 - 教务处 （教学督导办公室） （页面存档备份，存于） - 科学技术处（学会办公室） （页面存档备份，存于） | - 社会科学处（出版中心） （页面存档备份，存于） - 研究生院 （页面存档备份，存于）（Graduate School） - 研究生工作部 （页面存档备份，存于） - 学生工作部（处/武装部/军事教研室） （页面存档备份，存于） - 国际交流与合作处（港澳台事务办公室/孔子学院办公室） （页面存档备份，存于） - 招生就业处 （页面存档备份，存于）（招生 （页面存档备份，存于）/就业 （页面存档备份，存于）/创新创业实训 （页面存档备份，存于）） - 公安处（保卫处） （页面存档备份，存于） - 财务处 （页面存档备份，存于） - 审计处 （页面存档备份，存于） - 后勤管理处（后勤党委） （页面存档备份，存于） - 基建处 （页面存档备份，存于） - 实验室与设备管理处 （页面存档备份，存于） - 资产管理处 （页面存档备份，存于） - 基础教育办公室 （页面存档备份，存于） |  |

### 群众团体
- 工会（妇委会 校体委） （页面存档备份，存于）
- 团委 （页面存档备份，存于）

### 直属单位
| - 直属单位党委 （页面存档备份，存于） - 信息化工作办公室 （页面存档备份，存于） - 校园"一卡通"管理办公室 - 继续教育学院 - 山东省高校师资培训中心 （页面存档备份，存于） - 山东省外语培训中心 （页面存档备份，存于） - 山东省高校德育研究中心 （页面存档备份，存于） - 《中国人口·资源与环境》编辑部 （页面存档备份，存于） - 文科学报编辑部 （页面存档备份，存于） | - 理科学报编辑部 （页面存档备份，存于） - 山东师大报社 - 图书馆 （页面存档备份，存于）（档案馆 （页面存档备份，存于）） - 校医院 （页面存档备份，存于） - 招标与采购办公室 （页面存档备份，存于） - 山东师大基础教育集团 - 资产经营管理办公室 （页面存档备份，存于） - 山东师范大学历山学院 （页面存档备份，存于） |  |

### 校办产业
- 国际交流中心（翰林酒店）
- 山东师范大学实验厂（原化工厂） （页面存档备份，存于）

### 附属中小学
- 山东师范大学附属中学
- 山东师范大学第二附属中学
- 山东师范大学附属小学
- 山东师范大学附属幼儿园

## 著名校友
由于师范高校的属性，在山东教育界乃至全国教育系统有众多校友。省内的山东科技大学、山东工艺美术学院、曲阜师范大学、青岛农业大学、山东省委党校等校和省外的国家行政学院、外交学院、中国劳动关系学院、西安工业大学、西藏大学等在职、去职和正副书记、校长等都有山师校友。山师校友在政界也较多，尤其在山东省及地方政府多有校友任职，也因此被戏称为“山东第二党校”。在山东省高校系统辅导员领域也占有重要地位，称“山师派”。
政商界的著名校友有交通运输部党组书记杨传堂、原全国人大财经委员会副主任委员姜异康、中国民主建国会主席郝明金、广西纪委书记房灵敏、安徽副省长邓向阳、原山东省副省长赵润田、原山东省委副书记王修智、济南市副市长徐群、宝钢集团外部董事王福成、阿里巴巴合伙人王帅等。
学术界的著名校友有中科院院士刘维民、上海生命科学院研究员张鹏、中科院水生生物研究所研究员张承才、外交学院院长秦亚青、中国农业大学副校长辛贤、中国农业大学生物学院院长巩志忠、山东大学物理学院院长陈峰、山东大学数学学院院长陈增敬、山东英才学院院长夏季亭、原山东广播电视大学校长李清民、中央党校原副校长徐伟新、山东科技大学原校长任廷琦等。
文艺界的著名校友有宁夏文联主席郑歌平、主持人辛凯、演员杨诚诚等。